# Wolfgang Mangold
Wolfgang Hermann Mangold (* 26. November 1931 in Regensburg; † 6. Dezember 2023 in Eningen) war ein deutscher Allgemeinarzt, ärztlicher Standespolitiker und Hochschullehrer.

## Leben
Wolfgang Mangold, 1931 in Regensburg als Sohn eines Landarztes im Bayerischen Wald geboren, siedelte 1934 mit seinen Eltern nach Eningen unter Achalm, Kreis Reutlingen, über, wo sein Vater eine Kassenarztpraxis betrieb. Nach seiner Grundschul- und Gymnasialzeit in Eningen und in Reutlingen, wo er 1951 das Abitur ablegte, studierte er von 1951 bis 1957 Medizin in Tübingen, Innsbruck und München. Seit dem Sommersemester 1952 war er Mitglied der Burschenschaft Germania Tübingen. In München absolvierte er das Staatsexamen und wurde 1957 zum Dr. med. promoviert (Dissertation: „Die Erstickung und ihre Bekämpfung in der modernen medizinischen Literatur“). Nach klinischer Tätigkeit in Stuttgart und Reutlingen ließ sich Mangold 1962 als praktischer Arzt in Eningen nieder, wo er 35 Jahre lang bis 1997 zunächst als praktischer Arzt, später als Allgemeinarzt tätig war.
1979 wurde Wolfgang Mangold Lehrbeauftragter für Allgemeinmedizin an der Universität Tübingen. Von 1987 bis 2003 war er Präsident der Bezirksärztekammer Südwürttemberg.
Ende 2023 starb Mangold im Alter von 92 Jahren.

## Auszeichnungen
- Albert-Schweitzer-Medaille der Landesärztekammer Baden-Württemberg
- Paracelsus-Medaille der deutschen Ärzteschaft (2004)
- Wilhelm-Griesinger-Medaille der Bezirksärztekammer Südwürttemberg (2011)